# Johann Gottfried von Herder
Johann Gottfried (von) Herder (Mohrungen in Oost-Pruisen, na 1945 Morąg 25 augustus 1744 – Weimar, 18 december 1803) was een Duitse dichter, filosoof en theoloog. Hij studeerde theologie en filosofie en was kerkelijk ambtenaar, leraar en predikant van beroep. Hij woonde en werkte achtereenvolgens in Riga, Bückeburg, Straatsburg en Weimar.

## Biografie
Herder werd geboren in sobere levensomstandigheden, maar kreeg wel een strenge schoolopvoeding die de basis legde voor zijn academische ontplooiing. Zijn talent viel op en een regimentsarts wilde betalen voor zijn medische opleiding aan de universiteit van Koningsbergen. Daar richtte hij zijn aandacht echter op de filosofie, niet op de dominante theoretische opvatting waarin gevoel en verstand fundamenteel onderscheiden werden, maar op de in Engeland ontwikkelde empirische benadering. 
Zijn eerste functie, in 1764, was die van docent aan de Domschule en predikant in Riga. Zijn goede relaties in die stad maakten het mogelijk om een studiereis door Frankrijk te ondernemen, waar hij zijn kritische positie bepaalde tegenover de Franse verlichtingsencyclopedisten. In Straatsburg schreef hij in 1771 Vom Ursprung der Sprache als antwoord op een toentertijd gebruikelijke academische prijsvraag. Daarmee vestigde hij zijn naam en vervolgens kon hij aan verschillende Duitse vorstenhoven een aanstelling verwerven als superintendent in functies die toezicht hielden op onderwijs en kerkelijke zaken. Dat gaf hem ook de ruimte en tijd om verder te publiceren. 
In Straatsburg had hij Goethe leren kennen. Gezamenlijk schreven zij in 1773 het manifest Von deutscher Art und Kunst. Op voorspraak van zijn vriend Goethe werd hij in 1776 aangezocht om titulaire functies aan het hertogelijk hof in Weimar te vervullen, die hem voldoende tijd voor zijn werk overlieten en hem in intensief contact brachten met de bekendste filosofen en literaten van zijn tijd. In 1802 werd hij in de adelstand verheven ('von Herder') wat een noodzakelijke voorwaarde was voor de toegang tot het hof.
Als dichter gold Herder als de belangrijkste voorloper van de Sturm und Drang-beweging (ca. 1770) en had hij invloed op Duitse dichters als Goethe en Schiller. Zijn blijvende betekenis ligt in zijn verzameling van volksliteratuur, uitgegeven als Volkslieder (1778-1798). Hij was, in 1773, de eerste die het begrip Volkslied gebruikte. De door vele generaties overgedragen en verrijkte collectieve ervaringen van een volk in deze liederen en dan met name in de taal waarin zij gesteld waren, zouden volgens hem de geest van een volk openbaren.

## Volksgeist
Herder formuleerde als filosoof van de Romantiek een kritiek op de Franse Verlichting. Hij verwierp het individuele gelijkheidsideaal en was daarentegen van mening 'dat alle volkeren op aarde (...) een unieke, wezenlijke dus onnavolgbare en onherhaalbare identiteit hebben'. In deze organicistische benadering zag hij de Volksgeist zich openbaren als een element in de geestelijke scheppingsorde, analoog aan de schepping van de materiële wereld, die zich openbaart in gesteenten en planten. Vanuit familieverbanden zouden zich in die evolutie eerst stammen hebben ontwikkeld en daarna volken die in hun eigen cultuur een collectief leefmilieu schiepen, dat voor de individu als een grondslag geldt, die zich in elke generatie, met haar tijdgeest, verder ontwikkelt. Met elkaar vormen deze volken en hun culturen de 'mondiale humaniteit'. Daarin beschouwde Herder de verschillende volken en culturen als gelijkwaardig. Hij hield vast aan de eenheid van de mensheid en verwierp in Ideen zur Philosophie der Geschichte der Menschheit (1784-1791) de opvatting dat er verschillende rassen zouden bestaan. Het bewijs daarvoor vond hij in de vaststelling dat huidskleuren in elkaar overlopen.

## Receptie
Latere generaties zochten een verbinding tussen dit vroege organicistische denken, essentialisme genoemd, waarin een 'wezen' als kern van maatschappelijke en culturele ontwikkeling werd verondersteld, en de moderne politieke uitwerkingen en vervormingen in het nationalisme en fascisme. De nationaalsocialisten annexeerden, zij het selectief, zijn geestelijke erfenis en bezorgden hem voor velen een kwade naam. Men meent dan in hem een van de geestelijke vaders te moeten zien van het 19de- en 20ste-eeuwse nationalisme, hoewel het concept van een 'nationale staat' in het geheel niet aansluit op zijn ideeën. Anderen, zoals de Franse filosoof Alain Finkielkraut, zien in hem daarom juist een inspirator van de aanhangers van de multiculturele samenleving en het multiculturalisme. In ieder geval is het een anachronisme om Herders centrale begrip 'Volksgeist' oorzakelijk te verbinden met de nationale staatsvorming zoals deze een halve eeuw na zijn dood in Europa zijn intrede deed. En eveneens om de multiculturele samenlevingen uit zijn tijd te verbinden met die in onze moderne tijd. 
Het neemt niet weg dat met name de ontluikende nationale bewegingen onder de Slavische volken zijn invloed eerden en dat hun nationale leiders hem later de eretitel “vader der Slaven” gaven. Dat zijn gedenkmonument in zijn geboorteplaats na 1945 is blijven staan, dankt hij aan deze faam; het werd niet vernietigd zoals gebruikelijk was met de monumenten voor prominenten uit de Duitse geschiedenis.